# Marine Security Guard
Le Marine Security Guard, officiellement le Marine Corps Embassy Security Group, est une formation du  Corps des Marines destiné à assurer la protection du personnel des ambassades des États-Unis et à assurer la protection des consulats américains.
Rattachés au département d'État, ils collaborent avec le Diplomatic Security Service.